# Пойнтер, Рэй
Рэймонд Пойнтер (англ. Raymond Pointer; 10 октября 1936, Кремлингтон — 26 января 2016, Блэкпул) — английский футболист, нападающий. Умер в доме престарелых в городе Блэкпул (Англия) в 2016 году.

## Клубная карьера
У Пойнтера была долгая и успешная карьера, на счету, которой более 400 матчей в национальном чемпионате, выступая за «Бернли», «Бери», «Ковентри Сити», «Портсмут» и «Уотерлувилл».

## Карьера за сборную
Дебют за национальную сборную Англии состоялся 28 сентября 1961 в матче квалификации на ЧМ 1962 против сборной Люксембурга, в котором также открыл счёт. Всего Рэй провёл за сборную 3 матча и забил 2 гола.

### Голы за сборную
| № | Дата             | Место                     | Соперник   | Счёт | Результат | турнир                  |
| - | ---------------- | ------------------------- | ---------- | ---- | --------- | ----------------------- |
| 1 | 28 сентября 1961 | «Хайбери», Лондон, Англия | Люксембург | 1:0  | 4:1       | Квалификация на ЧМ 1962 |
| 2 | 25 октября 1961  | «Уэмбли», Лондон, Англия  | Португалия | 2:0  | 2:0       | Квалификация на ЧМ 1962 |

## Достижения
- Чемпион Англии: 1959/60
- Финалист Кубка Англии: 1962